# Tawros
Tawros (gr. Ταύρος) – miasto w Grecji, w administracji zdecentralizowanej Attyka, w regionie Attyka, w jednostce regionalnej Ateny-Sektor Południowy, w gminie Moschato-Tawros. W 2011 roku liczyło 14 972 mieszkańców. Położone w granicach Wielkich Aten.
Miasto leży kilka km od trasy E75, dzięki czemu ma zapewnione dobrą infrastrukturę transportową. Pozostawało wsią do momentu rozpoczęcia intensywnej urbanizacji w 1920 roku. Jest podzielone na dwie części: przemysłową i biznesowo-handlową.

## Zmiana populacji miasta
| Rok  | Populacja | Zmiana        | Gęstość     |
| ---- | --------- | ------------- | ----------- |
| 1981 | 16,514    | -             | 7,771.3/km² |
| 1991 | 15,456    | -1,058/-6.41% | 7,273.4/km² |
| 2001 | 14,963    | -493/-3.19%   | 7,041.4/km² |